# Antonio Innocenti
Antonio Innocenti (Poppi, 23 agosto 1915 – Roma, 6 settembre 2008) è stato un cardinale e arcivescovo cattolico italiano.

## Biografia
Nacque a Poppi, in provincia di Arezzo e diocesi di Fiesole, il 23 agosto 1915.

### Formazione e ministero sacerdotale
Ricevette l'ordinazione sacerdotale il 17 luglio 1938 e, dopo una significativa esperienza pastorale nel mondo del lavoro, fu inviato a Roma, dove frequentò la Pontificia Università Gregoriana e nel 1941 conseguì la laurea in diritto canonico, svolgendo il suo ministero sacerdotale nella borgata di Primavalle e nell'agro romano.
Rientrato nella diocesi natale, insegnò in seminario e assistette il vescovo Giovanni Giorgis nelle visite pastorali durante la Seconda guerra mondiale.
Durante gli ultimi mesi del conflitto mondiale, fu fermato con l'accusa di favoreggiamento perché si era adoperato in favore della popolazione salvando numerose persone dalla deportazione e sottoposto a processi sommari.
Arrestato e condannato alla fucilazione, quando già si trovava dinanzi al plotone d'esecuzione l'ordine fu revocato.
Terminata la guerra, aveva promosso la fondazione dei primi circoli delle Acli a Fiesole, riallacciando i contatti religiosi e sociali con gli ambienti cattolici fiorentini. Nel 1948 era stato nuovamente inviato a Roma per completare gli studi teologici alla Pontificia Università Lateranense, dove aveva conseguito la licenza in dogmatica.
In questo stesso periodo aveva frequentato anche vari istituti di formazione, proseguendo a Fiesole l'insegnamento del Diritto Canonico.
Nel 1949 l'allora sostituto della Segreteria di Stato, mons. Giovanni Battista Montini, lo invitò a frequentare la Pontificia accademia ecclesiastica, e nel 1950 entrò nel servizio diplomatico della Santa Sede come addetto presso l'allora Delegazione Apostolica di Léopoldville, con giurisdizione sul Congo Belga e il Ruanda Urundi. Durante questo periodo ebbe modo di conoscere diversi Paesi non solo in Africa, ma anche in Europa e nel vicino Oriente.

### Ministero episcopale e cardinalato
Il 15 dicembre 1967 venne nominato nunzio apostolico in Paraguay ed eletto alla Diocesi di Eclano con il titolo personale di arcivescovo.
Riceve l'ordinazione episcopale il 18 febbraio 1968 nella Basilica della Santissima Annunziata a Firenze, dal cardinale Amleto Giovanni Cicognani, Segretario di Stato, co-consacranti l'arcivescovo Giovanni Benelli, sostituto della Segreteria di Stato, e Antonio Bagnoli, vescovo di Fiesole.
Venne nel 1973 richiamato a Roma per assumere l'incarico di Segretario della allora Congregazione per il culto divino e la disciplina dei sacramenti dove fece applicare i decreti conciliari.
Il 4 ottobre 1980 fu inviato quale nunzio apostolico in Spagna, dove rimase fino al 1985.
Il 25 maggio 1985 papa Giovanni Paolo II lo creò e pubblicò cardinale della diaconia di Santa Maria in Aquiro, elevato il 29 gennaio 1996 pro illa vice a titolo presbiterale.
Il 9 gennaio 1986 divenne prefetto della Congregazione per il clero, incarico che svolse fino al 30 giugno 1991.
Quando, con la costituzione apostolica Pastor Bonus venne istituita la Pontificia commissione per la conservazione del patrimonio storico e artistico della Chiesa, fu il cardinale Antonio Innocenti a prenderne le redini in qualità di presidente, dall'8 ottobre 1988 al 30 giugno 1991.
Il 1º luglio dello stesso anno, fu nominato presidente della Pontificia commissione "Ecclesia Dei", incarico che mantenne sino al 16 dicembre 1995.
È uno dei cardinali che ha celebrato la Messa tridentina dopo la Riforma liturgica.
È morto nel pomeriggio del 6 settembre 2008 a Roma, all'età di 93 anni.
Le esequie si sono tenute il 10 settembre alle ore 9 all'Altare della Cattedra della Basilica di San Pietro. La santa messa è stata celebrata dal cardinale Angelo Sodano, decano del Collegio Cardinalizio. Al termine della celebrazione eucaristica, il Santo Padre Benedetto XVI ha rivolto la sua parola ai presenti e ha presieduto il rito dell'ultima commendatio e della valedictio. È sepolto nella cappella di famiglia del cimitero di Tosi, frazione del comune di Reggello.

## Genealogia episcopale e successione apostolica
La genealogia episcopale è:
- Cardinale Scipione Rebiba
- Cardinale Giulio Antonio Santori
- Cardinale Girolamo Bernerio, O.P.
- Arcivescovo Galeazzo Sanvitale
- Cardinale Ludovico Ludovisi
- Cardinale Luigi Caetani
- Cardinale Ulderico Carpegna
- Cardinale Paluzzo Paluzzi Altieri degli Albertoni
- Papa Benedetto XIII
- Papa Benedetto XIV
- Papa Clemente XIII
- Cardinale Marcantonio Colonna
- Cardinale Giacinto Sigismondo Gerdil, B.
- Cardinale Giulio Maria della Somaglia
- Cardinale Carlo Odescalchi, S.I.
- Cardinale Costantino Patrizi Naro
- Cardinale Lucido Maria Parocchi
- Papa Pio X
- Cardinale Gaetano De Lai
- Cardinale Raffaele Carlo Rossi, O.C.D.
- Cardinale Amleto Giovanni Cicognani
- Cardinale Antonio Innocenti

La successione apostolica è:
- Vescovo Francisco Cedzich, S.V.D. (1968)
- Vescovo Juan Bockwinckel, S.V.D. (1968)
- Vescovo Alejo del Carmen Obelar Colman, S.D.B. (1969)
- Vescovo Augustín Van Aaken, S.V.D. (1972)
- Vescovo Ramón Búa Otero (1982)
- Vescovo José Diéguez Reboredo (1984)
- Vescovo Rosendo Álvarez Gastón (1985)